# 430-km-Rennen von Autopolis 1991

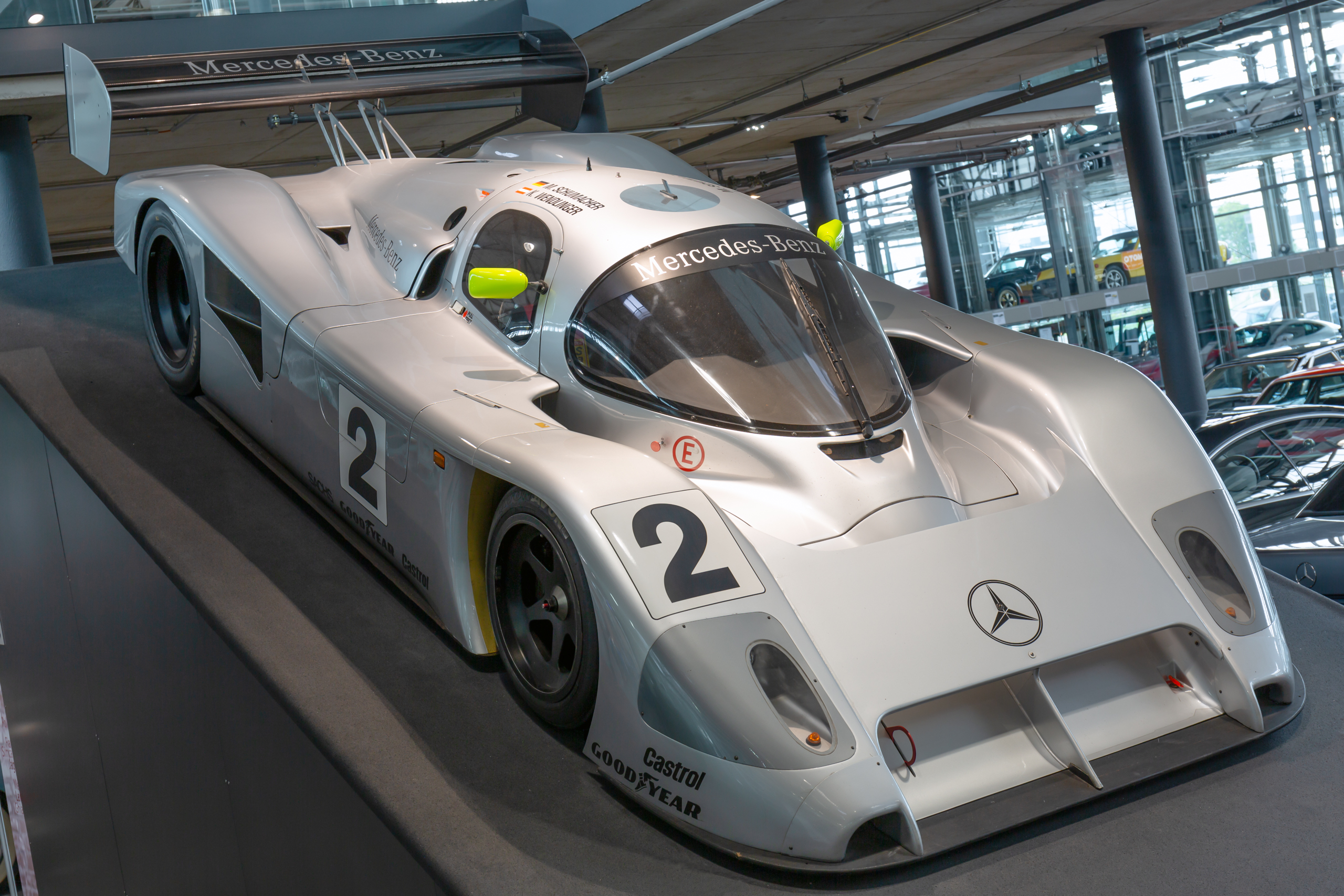
Mercedes-Benz C291, Siegerwagen von Michael Schumacher und Karl Wendlinger

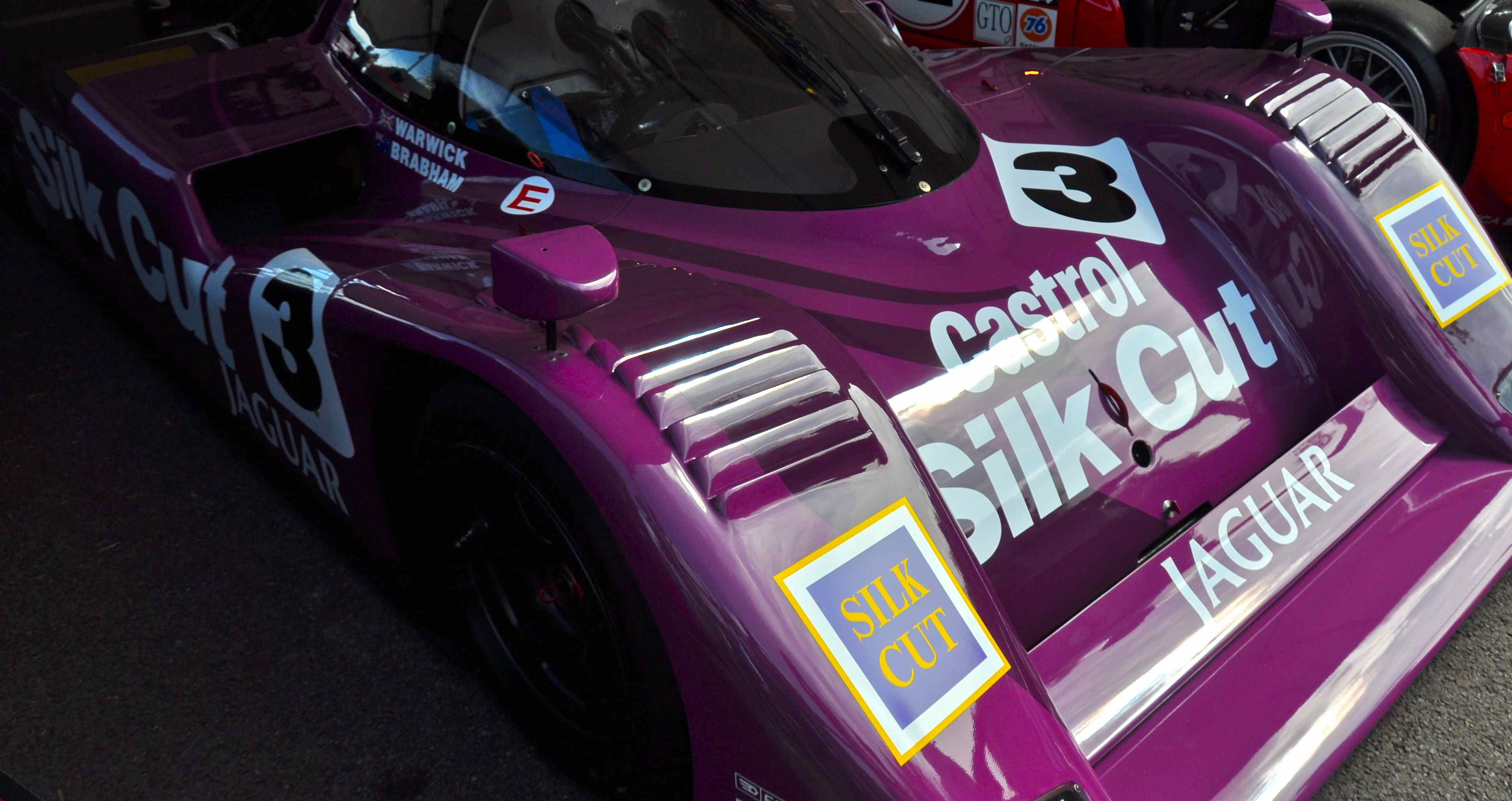
Jaguar XJR-14, Einsatzwagen des Weltmeisterteams

Das 430-km-Rennen von Autopolis 1991, auch FIA Sportscar World Championship in Autopolis, fand am 28. Oktober auf der Rennbahn von Autopolis statt. Das Rennen war der achte und letzte Wertungslauf der Sportwagen-Weltmeisterschaft dieses Jahres.

## Das Rennen
Das Rennen in Autopolis markierte das Ende der Rennaktivitäten von Sauber Motorsport und Mercedes-Benz in der Sportwagen-Weltmeisterschaft. Nach einem Jahr der Vorbereitung stieg das Schweizer Team 1993 mit dem Sauber C12 und V10-Ilmor-Motor sowie den Fahrern Karl Wendlinger und JJ Lehto in die Formel-1-Weltmeisterschaft ein. Durch die Zusammenarbeit mit Ilmor blieb die Unterstützung von Mercedes-Benz für das Sauber-Team aufrecht. Das Jahr 1991 war vor allem für Mercedes-Benz schwierig. Der Mercedes-Benz C291 litt unter beständigen Motorenproblemen, die immer wieder zu Rückschlägen und Ausfällen führten. Ein Gesamterfolg in der Weltmeisterschaft war so nicht erreichbar. Mit Genugtuung nahmen daher Peter Sauber und Hermann Hiereth, der Verantwortliche für die Mercedes-Motoren, den Gesamtsieg von Michael Schumacher und Karl Wendlinger beim letzten Einsatz des C291 zur Kenntnis.
Die Entscheidung über den Fahrertitel fiel bei Jaguar zwischen den Fahrern Derek Warwick und Teo Fabi. Während Fabi in jedem Fall der dritte Gesamtrang genügte, um den Weltmeistertitel der Fahrer zu erreichen, musste Derek Warwick das Rennen gewinnen, um noch eine Chance auf den Titel zu haben. Warwick hatte schwierige Wochen hinter sich gebracht. Der tödliche Unfall seines jüngeren Bruders Paul im Juli bei einem Rennen zur britischen Formel-3000-Meisterschaft im Oulton Park hatte ihn schwer getroffen. Die Jaguar-Teamführung erlaubte den Fahrern eine offensive Rennstrategie und ließ sie ohne Teamkollegen als Einzelfahrer starten. Fabi vertraute jedoch auf die Zuverlässigkeit seines Rennpartners David Brabham und verzichtete auf eine Alleinfahrt. Vor dem Rennen musste Warwick in den Ersatzwagen wechseln, nachdem bei seinem Einsatzwagen ein Leck im Benzintank entdeckt worden war.
Teo Fabi startete mit dem Jaguar XJR-14 aus der Pole-Position, musste sich aber schon in der ersten Kurve Yannick Dalmas im Peugeot 905 Evo 1 Bis beugen. Bis zur 20. Runde lieferten sich Dalmas im Peugeot, Fabi im Jaguar und Michael Schumacher im Mercedes-Benz einen harten Dreikampf um die Rennspitze, bei dem die Führung mehrmals wechselte. In der 21. Runde rollte der Peugeot von Dalmas mit Motorschaden aus und Teo Fabi entschied sich nach einigen Schaltschwierigkeiten für eine langsamere Fahrweise, um die Titelchancen nicht zu gefährden.
Nachdem Fabi pro Runde bis zu drei Sekunden langsamer fuhr als Schumacher an der Spitze, konnte ihn Warwick vom zweiten Rang verdrängen. Gegen den Mercedes von Schumacher und Wendlinger hatten die beiden Jaguar diesmal keine Siegchancen. Derek Warwick kam mit einem Rückstand von 20 Sekunden als Gesamtzweiter ins Ziel. Eine Minute dahinter steuerte David Brabham den zweiten Jaguar zu einem sicheren dritten Endrang über die Ziellinie. Damit wurde Teo Fabi Weltmeister der Sportwagenfahrer.

## Ergebnisse

### Schlussklassement
| 1               | Cat. 1 | 2  | Team Sauber Mercedes  | Michael Schumacher Karl Wendlinger       | Mercedes-Benz C291    | 93 |
| 2               | Cat. 1 | 3T | Silk Cut Jaguar       | Derek Warwick                            | Jaguar XJR-14         | 93 |
| 3               | Cat. 1 | 4  | Silk Cut Jaguar       | Teo Fabi David Brabham                   | Jaguar XJR-14         | 93 |
| 4               | Cat. 1 | 5T | Peugeot Talbot Sport  | Mauro Baldi Philippe Alliot              | Peugeot 905 Evo 1 Bis | 92 |
| 5               | Cat. 1 | 1T | Team Sauber Mercedes  | Jean-Louis Schlesser Jochen Mass         | Mercedes-Benz C291    | 92 |
| 6               | Cat. 1 | 36 | Toyota Team Tom’s     | Geoff Lees Andy Wallace                  | Toyota TS010          | 90 |
| 7               | Cat. 1 | 8  | Euro Racing           | Cor Euser Charles Zwolsman senior        | Spice SE90C           | 87 |
| 8               | Cat. 2 | 12 | Courage Compétition   | George Fouché Steven Andskär             | Porsche 962C GTi      | 85 |
| 9               | Cat. 2 | 18 | Mazdaspeed            | Yōjirō Terada Maurizio Sandro Sala       | Mazda 787B            | 85 |
| 10              | Cat. 2 | 58 | Mazdaspeed            | Dave Kennedy Takashi Yorino              | Mazda 787B            | 84 |
| Ausgefallen     |        |    |                       |                                          |                       |    |
| 11              | Cat. 2 | 14 | Team Salamin Primagaz | Roland Ratzenberger Eje Elgh             | Porsche 962C          | 78 |
| 12              | Cat. 2 | 11 | Porsche Kremer Racing | Manuel Reuter Harri Toivonen             | Porsche 962CK6        | 45 |
| 13              | Cat. 1 | 24 | Konrad Motorsport     | Stefan Johansson Franz Konrad            | Konrad KM-011         | 21 |
| 14              | Cat. 1 | 6  | Peugeot Talbot Sport  | Yannick Dalmas Keke Rosberg              | Peugeot 905 Evo 1 Bis | 20 |
| 15              | Cat. 1 | 16 | Brun Motorsport       | Oscar Larrauri                           | Brun C91              | 20 |
| 16              | Cat. 1 | 17 | Brun Motorsport       | Jesús Pareja Bernard Santal              | Porsche 962C          | 12 |
| 17              | Cat. 1 | 61 | Euro Racing           | Wayne Taylor Hideshi Matsuda             | Spice SE90C           | 3  |
| Nicht gestartet |        |    |                       |                                          |                       |    |
| 18              | Cat. 1 | 1  | Team Sauber Mercedes  | Jean-Louis Schlesser Jochen Mass         | Mercedes-Benz C291    | 1  |
| 19              | Cat. 1 | 3  | Silk Cut Jaguar       | Derek Warwick David Brabham              | Jaguar XJR-14         | 2  |
| 20              | Cat. 1 | 5  | Peugeot Talbot Sport  | Mauro Baldi Philippe Alliot Keke Rosberg | Peugeot 905 Evo 1 Bis | 3  |
| 21              | Cat. 2 | 13 | Courage Compétition   | Steven Andskär George Fouché             | Porsche 962C          | 4  |

1 Zündaussetzer im Warm-up
2 Tankleck im Warm-up
3 ursprünglicher Einsatzwagen
4 zurückgezogen

### Nur in der Meldeliste
Hier finden sich Teams, Fahrer und Fahrzeuge, die ursprünglich für das Rennen gemeldet waren, aber aus den unterschiedlichsten Gründen daran nicht teilnahmen.
| Pos. | Klasse | Nr. | Team              | Fahrer                      | Chassis    |
| ---- | ------ | --- | ----------------- | --------------------------- | ---------- |
| 22   | Cat. 1 | 7   | Louis Descartes   | Patrick Gonin Luigi Taverna | ALD C91    |
| 23   | Cat. 2 | 15  | Veneto Equipe SRL | Almo Coppelli               | Lancia LC2 |

### Klassensieger
| Klasse | Fahrer             | Fahrer          | Fahrzeug           | Platzierung im Gesamtklassement |
| ------ | ------------------ | --------------- | ------------------ | ------------------------------- |
| Cat. 1 | Michael Schumacher | Karl Wendlinger | Mercedes-Benz C291 | Gesamtsieg                      |
| Cat. 2 | George Fouché      | Steven Andskär  | Porsche 962C GTi   | Rang 8                          |

### Renndaten
- Gemeldet: 23
- Gestartet: 17
- Gewertet: 10
- Rennklassen: 2
- Zuschauer: 38300
- Wetter am Renntag: kalt und nebelig
- Streckenlänge: 4,674 km
- Fahrzeit des Siegerteams: 2:26:36,699 Stunden
- Gesamtrunden des Siegerteams: 93
- Gesamtdistanz des Siegerteams: 434,682 km
- Siegerschnitt: 177,891 km/h
- Pole Position: Teo Fabi – Jaguar XJR-14 (# 4) – 1:27,188 = 192,990 km/h
- Schnellste Rennrunde: Yannick Dalmas – Peugeot 905 Evo 1 Bis (# 6) – 1:30,615 = 185,691 km/h
- Rennserie: 8. Lauf zur Sportwagen-Weltmeisterschaft 1991